# Dolores Ibárruri
Isidora Dolores Ibárruri Gómez, poznata i kao La Pasionaria, (Gallarta, Biskaja, Baskija,  9. prosinca 1895. – Madrid, 12. studenog 1989.), španjolska političarka. Obnašala je dužnost generalne sekretarke (glavna tajnica) Španjolske komunističke stranke od 1945. do 1960., a zatim i predsjednice stranke do svoje smrti.
Za vrijeme Španjolskog građanskog rata Ibárruri je skovala povijesni slogan No pasarán ("neće proći"), koji se koristio kao ratni poklič republikanaca tijekom rata, a zatim i u drugim državama kao slogan protiv 
fašizma. Poslije rata Ibárruri odlazi u egzil u Moskvu. Vraća se 1977. kada je izabrana u parlament, Cortes Generales, na prvim španjolskim demokratskim izborima.